# Злоупотреба
Злоупотребата (на английски: abuse) е използване на нещо или някой извън обществения интерес и социалната полза, т.е. за зло.
Злоупотребата е етическа категория.
Най-често се злоупотребява с положителните качества на друго лице – например, злоупотреба с доверие, злоупотреба с търпение и т.н. В контекста на недобросъвестното поведение или изпълнение на задължения също се злоупотребява. В правото, злоупотребата се нарича злоупотреба с право.
В християнството Юда Искариотски е злоупотребил с доверието на Исус с користна цел (за 30 сребърника), предавайки го на Синедриона.
В литературата, Яго злоупотребява с доверието на Отело в трагедията на Шекспир и т.н.